# Baraúna (ort)
Baraúna är en ort i Brasilien.   Den ligger i kommunen Baraúna och delstaten Rio Grande do Norte, i den östra delen av landet, 1 600 kilometer nordost om huvudstaden Brasília. Baraúna ligger 97 meter över havet och antalet invånare är 14 112.
Terrängen runt Baraúna är platt. Det finns inga andra samhällen i närheten.
Omgivningarna runt Baraúna är huvudsakligen savann. Runt Baraúna är det ganska glesbefolkat, med 25 invånare per kvadratkilometer.